# Jóhann Sigurjónsson
Jóhann Sigurjónsson (19 de junio de 1880 en Laxamýri, Islandia – 31 de agosto de 1919 en Copenhague, Dinamarca) fue un dramaturgo y poeta de Islandia que escribió en islandés y en danés.

## Biografía
Su padre era granjero. En 1899 emigró a Dinamarca para estudiar en la Facultad de Ciencias Biológicas de la Universidad de Copenhague, pero en 1902 abandonó sus estudios para dedicarse a la literatura. Durante ese periodo, recibió la influencia del escritor danés Georg Brandes y del filósofo Friedrich Nietzsche.
Es conocido sobre todo por su drama Fjalla-Eyvindur (Eyvindur de las montañas), de 1911, sobre un forajido del mismo nombre que vivió durante varios años en un oasis en las Tierras Altas durante el siglo XIX. Fue un éxito en Alemania y Escandinavia y también se montó en Estados Unidos. Victor Sjöström la llevó al cine en 1918. Se basa en una famosa saga islandesa que trata sobre un forajido.
También es suya Galdra-Loftur (El deseo), una tragedia con visos filosóficos. Cuenta la historia de un ambicioso joven académico que recurre a la brujería para acumular conocimientos y poder.
Murió de tuberculosis en Copenhague a los 39 años.

## Obra
- Dr Rung (1904)

- Bóndinn á Hrauni (1908)

- Bjærg-Eyvind och hans hustru (1911), Bjærg-Eyvind i jego żona

- Galdra-Loftur (1915)

- Ønsket (1915)

- Ritsafn

- Fjalla Eyvindur

- Løgneren (1917)

- Smaadigte (1920) póstumo